# Maceració carbònica

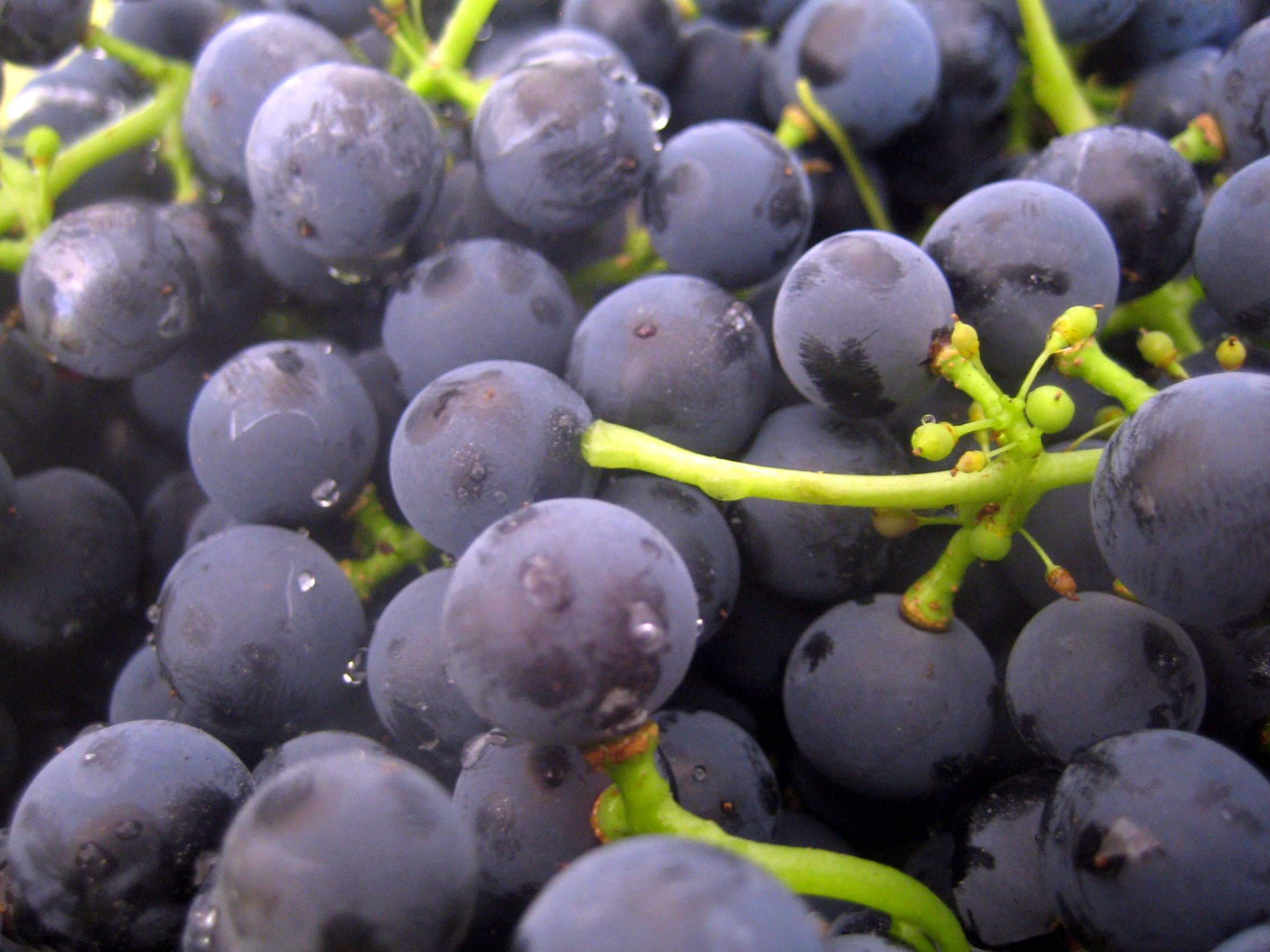
La maceració carbònica es produeix a l'interior dels grans de raïm sense trencar-los.

En la fabricació del vi, la maceració carbònica és el procés en el qual el raïm es fermenta sense trencar-ne els grans. És un mètode característic de la fabricació del Beaujolais.
El mètode convencional de fermentació alcohòlica comporta el trencament o aixafament dels grans de raïm, per alliberar el suc i la polpa de la pell. En la maceració carbònica el suc fermenta mentre es troba encara dintre de la pell del gra, malgrat que alguns, sobretot al fons de la sitja de fermentació, es trenca i llavors també es produeix la fermentació convencional. El vi que en resulta de la maceració carbònica és afruitat i molt baix en tanins, i llest per beure en molt poc temps, però no té les qualitats necessàries per a l'envelliment prolongat. En el cas més extrem, el Beaujolais nouveau, el període entre la collita i l'embotellament pot no arribar a les sis setmanes.